# Dujon Sterling
Dujon Henriques Sterling (ur. 24 października 1999 w Londynie) – angielski piłkarz pochodzenia jamajskiego grający na pozycji prawego obrońcy w Glasgow Rangers.

## Sukcesy

### Chelsea
Puchar Anglii-17/18

### Anglia U19
- Mistrzostwa Europy U-19: Gruzja 2017